# Неолібералізм (міжнародні відносини)
У дослідженні міжнародних відносин неолібералізм відноситься до школи думки, яка вважає, що держави передусім стосуються або, принаймні, повинні стосуватися абсолютних вигод, а не відносних вигод для інших держав. Неолібералізм — це переглянута версія лібералізму.
Поряд з неореалізмом, неолібералізм є одним із двох найвпливовіших сучасних підходів до міжнародних відносин; дві перспективи домінували в теорії міжнародних відносин протягом останніх трьох десятиліть.
Найкраще формулювання неоліберальних надій можна знайти в теорії «демократичного миру». Відповідно до цього жодна зріла демократія ніколи не вела війну одна проти одної. Тому просування ліберальної демократії у всьому світі матиме побічний ефект від зменшення війни. Оскільки яскравий середній клас давно визнаний необхідною умовою ліберальної демократії, неоліберали зосередилися на наданні допомоги країнам у виборі політики, яка сприятиме створенню середнього класу та демократії.

## Діяльність міжнародної системи
Неоліберальні мислителі міжнародних відносин часто використовують теорію ігор, щоб пояснити, чому держави роблять чи не співпрацюють, оскільки їхній підхід, як правило, підкреслює можливість взаємних перемог, вони зацікавлені в установах, які можуть організовувати спільно вигідні домовленості та компроміси.
Неолібералізм — відповідь на неореалізм; не заперечуючи анархічної природи міжнародної системи, неоліберали стверджують, що її значення та вплив перебільшено. Неоліберальний аргумент зосереджений на передбачуваній недооцінці неореалістів «різновидів кооперативної поведінки, можливих у межах … децентралізованої системи». Однак обидві теорії вважають державу та її інтереси центральним предметом аналізу; неолібералізм може мати більш широке уявлення про те, які ці інтереси.
Неолібералізм стверджує, що навіть в анархічній системі автономних раціональних держав співпраця може скластися через культивування взаємної довіри та побудову норм, режимів та інститутів.
Що стосується сфери теорії міжнародних відносин та закордонного інтервенціонізму, то дебати між неолібералізмом та неореалізмом є внутрішньопарадигматичною, оскільки обидві теорії позитивістські і зосереджуються переважно на державній системі як первинній одиниці аналізу.

## Розвиток
Роберт Кеохане та Джозеф Най вважаються засновниками неоліберальної школи думки; Книга Кеохана Після гегемонії — класика жанру. Інші основні впливи — теорія гегемонічної стійкості Стівена Краснера та праця Чарльза П. Кіндлбергера.

## Зміст

### Кеохан і Найе
Роберт О. Кеохане та Джозеф С. Най, у відповідь на неореалізм, розробляють протилежну теорію, яку вони називають «складною взаємозалежністю». Роберт Кеохане та Джозеф Най пояснюють: «… складна взаємозалежність іноді наближається до реальності, ніж реалізм». Пояснюючи це, Кеохан і Най висвітлюють три припущення в реалістичній думці: По-перше, держави є когерентними одиницями і є домінуючі суб'єкти у міжнародних відносинах; по-друге, сила — це корисний та ефективний інструмент політики; і нарешті, припущення про існування ієрархії в міжнародній політиці.
Основою аргументу Кеохана та Най є те, що в міжнародній політиці насправді існує безліч каналів, що з'єднують суспільства, що перевищують звичайну Вестфальську систему держав. Це проявляється в багатьох формах, починаючи від неформальних урядових зв'язків до багатонаціональних корпорацій та організацій. Тут вони визначають свою термінологію; міждержавні відносини — це ті канали, які беруть на себе реалісти; міждержавні відносини виникають, коли можна розслабити реалістичне припущення, що держави діють узгоджено як одиниці; транснаціональна застосовується, коли усувається припущення, що держави є єдиними одиницями. Саме через ці канали відбувається політичний обмін, а не через обмежений міждержавний канал, який підтримують реалісти.
По-друге, Кеохан і Найе стверджують, що насправді між питаннями не існує ієрархії, що означає, що не тільки воєнна рука зовнішньої політики не є вищим інструментом для виконання порядку денного держави, але й існує безліч різні програми, що виходять на перший план. Межа між внутрішньою та зовнішньою політикою в цьому випадку розмивається, оскільки реально немає чіткого порядку денного у міждержавних відносинах.
Нарешті, застосування військової сили не здійснюється, коли панує складна взаємозалежність. Розроблена ідея, що між країнами, в яких існує складна взаємозалежність, роль військових у вирішенні суперечок заперечується. Однак Кеохане і Найе продовжують заявляти, що роль військових насправді важлива у тому, що «політичні та військові відносини альянсу з суперницьким блоком».

### Лева
Річард Нед Лебоу заявляє, що невдача неореалізму полягає в його «інституціоналістичній» онтології, тоді як неореалістичний мислитель Кеннет Вальс заявляє, що «творці [системи] стають істотами ринку, які спричинили їх діяльність». Ця критична невдача, за словами Лебова, пов'язана з нездатністю реалістів «врятуватися від загрози анархії». А точніше, припущення, що держави не пристосовуються і відповідатимуть аналогічно подібним обмеженням та можливостям.

### Мерсхаймер
Норман Енджелл, класичний ліберальний лондонський школа економіки, заявив: «Ми не можемо забезпечити стабільність нинішньої системи шляхом політичної чи військової переваги нашої нації чи альянсу, нав'язуючи свою волю супернику».
Кеохан та Ліза Л. Мартін викладають ці ідеї в середині 1990-х років як відповідь на «Ложну обіцянку міжнародних інституцій» Джона Дж. Мірсхаймера, де Мірсхаймер стверджує, що "установи не можуть змусити держави перестати вести себе як короткочасні максимізатори влади. Насправді стаття Мірсгеймера є прямою відповіддю на ліберально-інституціоналістичний рух, створений у відповідь на неореалізм. Центральним моментом ідеї Кеохана та Мартіна є те, що неореалізм наполягає на тому, що "інститути мають лише незначні наслідки … [що] залишає [неореалізм] без правдоподібного обліку інвестицій, які держава вкладала в такі міжнародні інститути, як ЄС, НАТО, ГАТТ та регіональні торговельні організації ". Ця ідея відповідає поняттю складної взаємозалежності. Більше того, Кеохане та Мартін стверджують, що той факт, що міжнародні інститути створюються у відповідь на державні інтереси, є справжнім емпіричним питанням «знати, як відрізнити наслідки основних умов від самих інституцій». Дискусія між Інституціоналістів і Мірсхаймера — це питання про те, чи мають інститути незалежний вплив на поведінку держави, чи вони відображають великі інтереси влади, які ці повноваження використовують для просування відповідних інтересів.
Маарсхаймер стурбований «внутрішніми» установами, які, за його словами, «прагнуть досягти миру, впливаючи на поведінку держав-членів». Роблячи це, він відкидає аргумент НАТО Кеохана та Мартіна на користь прикладу Європейського співтовариства та Міжнародного енергетичного агентства. За словами Мірсхаймера, НАТО — це альянс, який зацікавлений у «зовнішній державі чи коаліції держав, яку альянс має на меті стримувати, примушувати чи перемагати у війні». Мірсхаймер вважає, що оскільки НАТО є альянсом, це викликає особливі занепокоєння. Він поступається цим питанням Кеохану та Мартіну. Однак Мірсхаймер міркує, «наскільки альянси спричиняють мир, вони роблять це стримуванням, що є прямо реалістичною поведінкою». По суті, Мірсхаймер вважає, що Кеохан і Мартін "зміщують умови дебатів і роблять реалістичні претензії під виглядом інституціоналізму.
Мірсхаймер критикує аргумент Мартіна про те, що Європейське співтовариство (ЄК) розширює перспективи співпраці, особливо у випадку санкціонування Великою Британією Аргентини під час війни на Фолклендських островах, де вона змогла забезпечити співпрацю інших європейських держав, пов'язуючи питання до ЄК. Мірсхаймер стверджує, що США не були членами ЄК, але США та Велика Британія зуміли співпрацювати щодо санкцій, створивши спеціальний альянс, який спричинив зміни. "… Зв'язок з питаннями був звичною практикою у світовій політиці задовго до того, як на місце виникли інститути; більше того, Британія та інші європейські держави могли використовувати іншу дипломатичну тактику для вирішення проблеми. Адже Британія та Америка зуміли співпрацювати щодо санкцій навіть незважаючи на те, що Сполучені Штати не були членами ЄК. "

## Критика
Серед відомих критиків неолібералізму — економісти Джозеф Стігліц, Амартія Кумар Сен, Майкл Хадсон, Пол Кругман, Річард Вольф, Яніс Варуфакіс, Роберто Мангабейра Унгер, Ерік Райнерт; лінгвіст Ноам Чомскі; географ і антрополог Девід Гарві; соціологи П'єр Бурдьє та Іммануїл Валлерстайн; публіцистка і громадська діячка Наомі Кляйн; журналісти Джордж Монбіо і Кріс Геджес; спікер сапатистів субкоманданте Маркос; папа римський Франциск. Критики неолібералізму та глобалізму вказують на згубність неоліберальної економічної політики для вирішення проблем кризових економік, підтримки соціальної справедливості, істотне зниження стандартів у сфері праці і наступу на права профспілок, зростаючу шкоду навколишньому середовищу.
Ця критика особливо посилилася після великих невдач політики неолібералізму в Латинській Америці (зокрема, в Аргентині), Східній Європі, Південно-Східної Азії і в Північній Африці, а також після кризи 2008 року, яку вважають наслідком впровадження політики неолібералізму. Відповіддю на політику неолібералізму в XXI столітті були альтерглобалізм і рухи проти політики жорсткої економії (Захопи Волл-стріт, Indignados тощо).
Географ Девід Гарві, називаючи у своїй «Короткій історії неолібералізму» предмет книги теорією, «згідно з якою ринковий обмін є основою системи етичних норм», вважає її антисоціальною і антидемократичною; він вказує, що неолібералізм виступив проектом відновлення і зміцнення класового панування великого капіталу після періоду кейнсіанського регулювання економіки і компромісів з робітничим класом («славне тридцятиріччя»). Такі автори, як Гарві і Наомі Кляйн, підкреслюють, що вперше неолібералізм втілювався на практиці групами економістів, відомих як «Чиказькі хлопці» і «Берклійська мафія», в умовах правоавторитарних диктатур Августо Піночета в Чилі і Сухарто в Індонезії відповідно; обидва режими прийшли до влади в результаті кривавих переворотів і відзначилися масовим порушенням прав людини. В цьому одна з головних відмінностей неолібералізму від класичного лібералізму — неоліберали часто нехтують громадянськими правами задля проведення економічних реформ.
Критики неолібералізму, зокрема Ерік Райнерт, вважають неолібералізм руйнівним для світової економічної системи, і покладають на нього відповідальність за зубожіння багатьох країн протягом останніх десятиліть, а також за деіндустріалізацію і структурну деградацію пострадянських економік.